# La Belle Antonia, d'abord ange puis démon
Pour plus de détails, voir Fiche technique et Distribution.
La Belle Antonia, d'abord ange puis démon (La bella Antonia, prima monica e poi dimonia) est une comédie érotique italienne réalisée par Mariano Laurenti, sortie en 1972.

## Synopsis
La belle Antonia ne peut épouser Fosco, parce que son père refuse sa dot et elle décide de devenir religieuse. Finalement elle réussira à épouser Fosco et le trompera le jour-même du mariage.

## Fiche technique
- Titre original : La bella Antonia, prima Monica e poi dimonia (litt. « La Belle Antonia, d'abord bonne sœur, puis démon »)
- Titre français : La Belle Antonia, d'abord ange puis démon[2]
- Réalisation : Mariano Laurenti
- Scénario : Carlo Veo
- Musique : Berto Pisano
- Photographie :	Tino Santoni
- Pays :  Italie
- Durée : 83 min
- Genre : comédie érotique
- Année de sortie : 1972

## Distribution
- Edwige Fenech : Antonia
- Piero Focaccia : peintre Claudio Fornari
- Dada Gallotti : Domicilla
- Riccardo Garrone : Giovanni Piccolomini
- Malisa Longo : Caterina
- Luciana Turina : Madre badessa
- Umberto D'Orsi : Domenico Mincaglia
- Lucretia Love : Ippolita
- Tiberio Murgia : Fra' Filippuccio
- Elio Crovetto : Fra' Pomponio